# 霧雨魔理沙
霧雨 魔理沙（きりさめ まりさ）は、同人サークルの上海アリス幻樂団が制作した作品群『東方Project』に登場する架空の人物。作品群における主人公の一人。ほぼすべての作品に登場し、Windows版においてはシリーズ第8弾『東方永夜抄 〜 Imperishable Night.』、第12.5弾『ダブルスポイラー 〜 東方文花帖』、第12.8弾『妖精大戦争 〜 東方三月精』にてボスキャラクターを務める。

## 作中の設定
何処にでもいる普通の魔法使い。幻想郷で発生する異変に自分から介入し、妖怪退治を行う。元々妖怪退治では博麗霊夢に敵わなかったものの、スペルカードルールの普及以降は拮抗するようになっている。魔理沙によると、霊夢との対戦結果は4割程度の勝率となっている。

### 風貌
魔法使いらしさと汚れを隠す目的を兼ね備えた黒い服を身に纏う。金髪にフリルが付いた衣装、黒い大きめの帽子、ドロワーズなどが特徴として挙げられる。帽子やスカートには様々な小物を隠し持っている。髪型やデザインは描き手によって変わりやすい。
竹箒で空を飛ぶ。これは、魔理沙が魔法使いに必須の道具と考えたことによる。元々は一般的な竹箒だったが、魔法の影響を受けてから、葉が出るなどの変化が確認されている。
彼女の代表的なスペルカードの一つ『恋符「マスタースパーク」』は、彼女の宝物で、火力調節機能に優れたマジックアイテム「ミニ八卦炉」から放たれる。ミニ八卦炉は、魔理沙の実家で人間の里にて道具屋を営む大店「霧雨店」にて修業を積んでいた森近霖之助が、魔理沙のために制作した。魔理沙が実家と絶縁した後も霖之助は魔理沙と親交を保ち、『東方香霖堂 〜 Curiosities of Lotus Asia.』では錆びたことを契機に、ミニ八卦炉は霖之助の手で緋々色金製に改良された。

### 人物像
性格は男勝りで豪快、根は素直だが努力家で負けず嫌いの一面を持つ。好奇心旺盛かつ、怖いもの知らずで飄々としており、面白半分で異変に介入する。直情的で捻くれているという点から、掴みどころのない霊夢と対照的になっている。一緒に食事を取ったり、口喧嘩をしたりするなど、霊夢とは友人・ライバル同士となっている。蒐集癖の持ち主で、住処と店を兼ねている場はコレクションで散らかっている。集めたものは霖之助が引き取ったり、改造したりすることもある。口調は語尾に「だぜ」が付く。
幻想郷には「魔法使い」という妖怪が存在し、生来の素質を持つ人物や人間という種族から魔法使いに変容した人物も存在する。しかし、魔理沙は人間でありながら魔法を用いるという意味での魔法使いである。今後、魔理沙がパチュリー・ノーレッジやアリス・マーガトロイドのような魔法使いに変異する可能性も指摘されているが、それは未知とされている。魔理沙が人間のまま魔法が使える理由は、彼女の努力の成果による。蒐集癖持ちで「魔法使い」という共通点から、人形使いのアリスとは『東方永夜抄 〜 Imperishable Night.』や『東方地霊殿 〜 Subterranean Animism.』で衝突しつつも共闘している。
魔法使いは人々から離れたところで生活するという慣習を持つ。魔理沙も例に漏れず人里離れた「魔法の森」にて何でも屋「霧雨魔法店」を営む。しかし、僻地のため専ら客足はなく、普段は魔法の研究や「博麗神社」に通って時間を費やしている。人間の里に現れることは稀となっている。『東方三月精 〜 Strange and Bright Nature Deity.』第9話で魔理沙は博麗神社を訪れる理由について、霊夢に届いた妖怪退治の依頼の横取りと述べている。
『幻想郷縁起』では「もう一つの仕事が泥棒稼業」と記されている。魔理沙は「自分が死ぬまで借りていく」と正面から堂々と物を盗み、元の持ち主の手元に戻らなくなることが頻発している。特に図書への被害が多発しており、『東方紅魔郷 〜 the Embodiment of Scarlet Devil.』に登場する紅魔館の図書館に籠るパチュリーは、度々魔理沙の泥棒被害に遭っている。その一方で、『東方地霊殿』で2人はタッグを組んでいる。『東方地霊殿』でのもう一人のパートナーは、『東方風神録 ～ Mountain of Faith.』で登場した、河童の河城にとりとなっている。
魔法の森にはキノコが生えており、魔理沙は中でも「化け物茸」と言うキノコの採取を行っている。キノコは魔法の材料として、下準備に活用されている。これらは数日かけて煮詰められ、煮詰めたスープを数種類掛け合せ、数日かけて乾燥させてできた固形物を魔法の実験に使う。この実験結果を魔理沙は事細かに魔導書にまとめ、またキノコの採取を行うという手間を掛けている。この実験結果をまとめた魔導書について、『幻想郷縁起』ではただのメモ帳と断じている。霖之助は魔法の森で採取できるキノコの知識について、魔理沙に比肩する者はいないと述べている。

### 使用する魔法
魔理沙は光や熱、星などをモチーフとした魔法を用いる。これは霖之助の営む「香霖堂」にて流星群を観察したことが切っ掛けとなっている。魔理沙の魔法は派手な威力重視のもので、これは「弾幕はパワー」「弾幕は火力」といった彼女の台詞にも示される。マスタースパークであれば、山を一つ消滅させることができるほどのエネルギー波を放出する。また、マスタースパークは「恋色マスタースパーク」など楽曲のタイトルにもなっている。魔理沙の魔法は相手が妖怪でも人間でも同等の威力が見込める代わりに、物を破壊することしかできない。しかし魔理沙は光や熱、星をモチーフにしているが、属性は水である。

#### 代表的なスペルカード
- 恋符「マスタースパーク」[32]
- 恋符「マスタースパークのような懐中電灯」[33]
- 恋符「マシンガンスパーク」[34]
- 魔符「スターダストレヴァリエ」[4]
- 魔符「ミルキーウェイ」[35]
- 黒魔「イベントホライズン」[35]
- 光撃「シュート・ザ・ムーン」[36]
- 星符「ドラゴンメテオ」[36]
- 「ブレイジングスター」[36]

## 性能
自機としては作品群を通じて、範囲が狭い代わりに威力に優れた、レーザー攻撃を行う。移動は、高速が特徴として挙げられる。作品によっては、オプション装備で弾幕にバリエーションが設けられている。『東方鬼形獣 〜 Wily Beast and Weakest Creature.』では、オプション装備で更なる広範囲と破壊力を兼ね備えたマスタースパークが見られる。
魔理沙はボスキャラクターとして登場したことがある。中でも『ダブルスポイラー』と『妖精大戦争』では「Extraステージ」という、難易度Normal以上をコンティニューなしでクリア後に追加されるステージにて、ボスキャラクターを務めた。
東方Projectと同人ゲームサークルの黄昏フロンティアの合同制作した対戦型格闘ゲームでは、完全な空中戦に切り替わった格闘ゲーム4作目『東方心綺楼 〜 Hopeless Masquerade.』にて、『東方非想天則 〜 超弩級ギニョルの謎を追え』から霊夢と共に続投した数少ないキャラクターとなっている。主人公らしくスタンダードな性能だが、霊夢より火力に寄った性能となっている。強力な射撃技やビームを出す他、箒に乗って突進する技もある。欠点として、『東方心綺楼』では小回りが利かないと指摘されている。

## 創作経緯
作品群では珍しい、王道なキャラクターとしてデザインされた。これは同じく主人公を務める霊夢では、作者のZUNがプレイヤーや読者に説明できない部分を伝えることを目的としている。そのため、霊夢に比べて人間らしさが強調されており、飄々としているようで心配性、努力家、真面目な気質となっている。
初出は作品群で旧作と呼ばれる『東方封魔録 〜 the Story of Eastern Wonderland.』の4面ボスキャラクターで、当時は赤髪で口調なども異なる人物だった。この時の表記の魔梨沙は誤記である。魔理沙は旧作の時点で「魔法使い」として、同じく登場キャラクターで悪霊をモチーフとした魅魔と並んで、設定から独立したキャラクターと称されている。旧作では『東方幻想郷 〜 Lotus Land Story.』と『東方怪綺談 ～ Mystic Square.』にて自機として実装された。

## テーマ曲
括弧内は初登場の作品のみ記す。
- 恋色マジック（東方封魔録 〜 the Story of Eastern Wonderland.）
- Dim. Dream（東方夢時空 〜 The Phantasmagoria of Dim.Dream.）
- 星の器 ～ Casket of Star（東方幻想郷 〜 Lotus Land Story.）
- 魔女達の舞踏会 ～ Magus（秋霜玉）
- 恋色マスタースパーク（東方永夜抄 〜 Imperishable Night.）[50]
- オリエンタルダークフライト（東方花映塚 〜 Phantasmagoria of Flower View.）
- メイガスナイト（妖精大戦争 〜 東方三月精）[51]

## 評価・反響

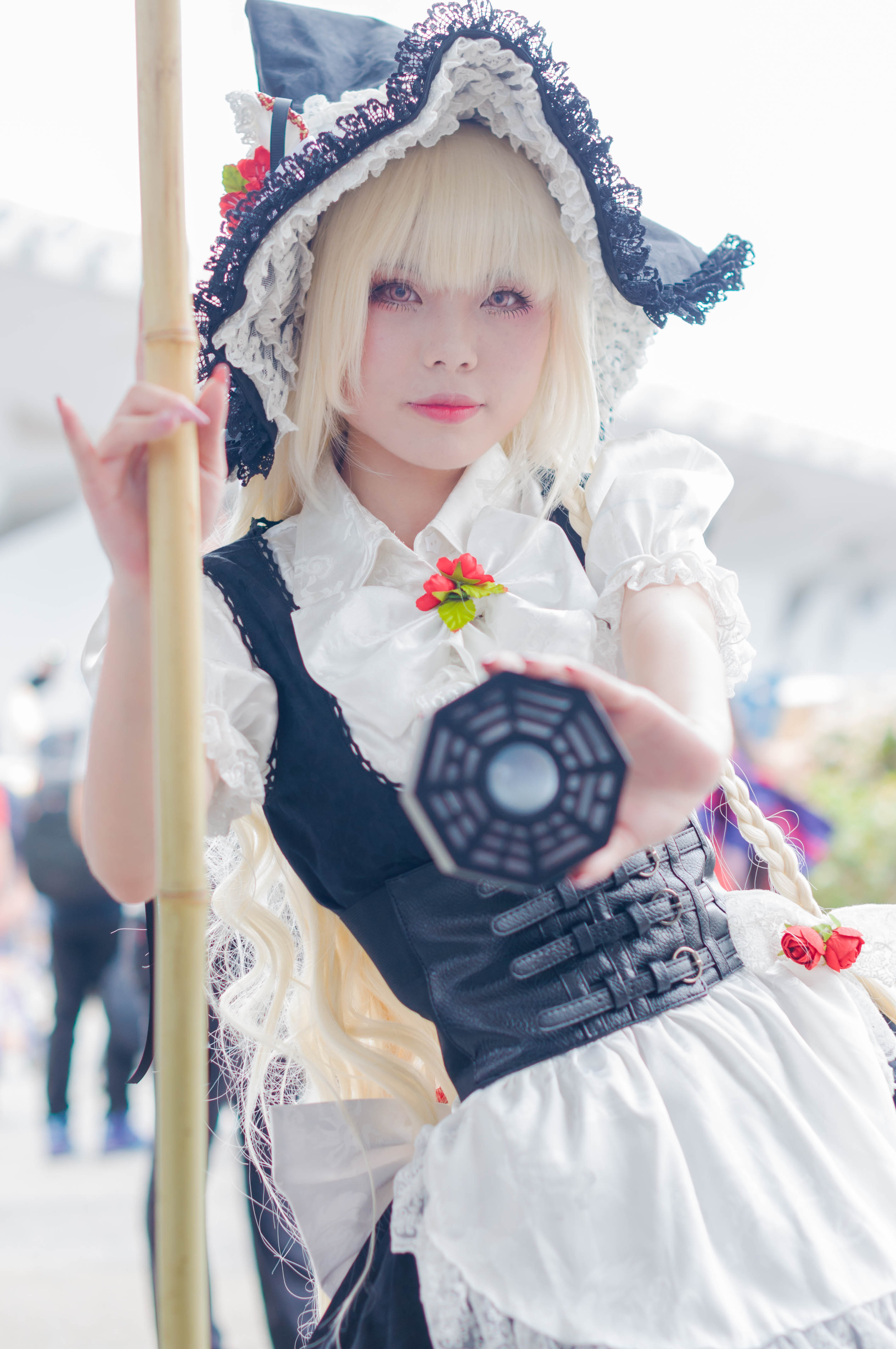
台湾のイベントPetit Fancy26でのコスプレ

### 人気
魔理沙はコミケPlus編集部がコミックマーケット89の会場などで実施した人気キャラクターランキングにて、32票で首位を獲得した。コミックマーケット100に際して行われた、好きなキャラクター3名に投票可能な人気投票では、霊夢に次いで2位となった。
明治大学米沢嘉博記念図書館スタッフでニコニコ学会β幹事を務めるmyrmecoleonは、自機で初期作品のキャラクターとして継続して人気が高いキャラクターの一人に魔理沙を挙げている。ただし、pixivでの作品群にて最も比率の高い2007年頃の魔理沙でもイラスト全体の1割未満であることに触れている。このことから、人気の高いキャラクターに大きな変動はないものの、上位人気以外のキャラクターにも幅広く関心が寄せられていることを指摘している。

### コスプレ

作品群におけるアレンジの自由度が高いことから、作品群はコスプレにおいて人気を保っている。イードの運営するサイト『アニメ！アニメ！』ではハロウィンでコスプレ仮装したい女性キャラについて読者アンケートを実施し、魔理沙は3位となった。『アニメイトタイムズ』では東方Project誕生25周年の特集や、霊夢と2人で特集が組まれた。2010年3月に行われた「K-1 WORLD MAX」においてキックボクサーの長島☆自演乙☆雄一郎が、ZUNの許可を得た上で魔理沙のコスプレで出場して優勝した。2022年にはコスプレイヤーの篠崎こころが、『東方アルカディアレコード』リリース前夜祭生放送に出演し、魔理沙のコスプレを披露した。

### その他
Microsoft Office 2010に含まれる「Office IME 2010」では、魔理沙を含め33語の東方Projectに関連する用語が登録されている。2015年にアートディレクター・デザイナーの森賢人は作品群のキャラクターのうち、霊夢と西行寺幽々子に加え、魔理沙を「Marisa Font」として商業利用可能なフォントで表現する「TOHO FONT PROJECT」を発表した。

## 展開

### ゆっくり魔理沙
魔理沙は霊夢と共に、ゆっくり実況などで登場する、ゆっくりというキャラクターのモチーフとして扱われている。魔理沙がモチーフのゆっくりは「ゆっくり魔理沙」と呼ばれ、魔理沙の首だけを一頭身化したキャラクターで、独特の表情が特徴となっている。彼女たちは動画の冒頭で、ゆっくりしていくよう視聴者に伝える。ゆっくり魔理沙は「ゆっくり霊夢」と共に、アスキーアート制作者のDプ竹崎によって生み出され、同人イラストレーターのまそがそれをイラストに起こした。現在の姿を得たゆっくり魔理沙は、2008年2月頃ニコニコ動画にて、2D格闘ゲームエンジン『M.U.G.E.N』に参戦した。この際使用された合成音声ソフトSofTalkの音声が、ゆっくり魔理沙の声として認識されるようになった。ゆっくりの声は他にもAquesTalkなどが用いられる。2022年に開催された「大・東方Project展」では、ゆっくり霊夢とゆっくり魔理沙による音声ガイドが提供された。こうしたゆっくり動画の数は、東方ダンマクカグラ公式チャンネルの調査によると、2020年10月時点でニコニコ動画にて64万件、YouTubeにて950万件投稿されている。
彼女たちが登場する「ゆっくり動画」は「ゆっくり解説」や「ゆっくり茶番（劇）」といった、映像加工を必要としないものであれば、フリーウェアや無料の絵素材で製作が可能である。製作のハードルの低さにより、「ゆっくり動画」はYouTubeなどで人気を博した。地方公共団体がインターネットで誕生した文化を活用したとして、熊本市の公式YouTubeチャンネルではゆっくり解説を用いた取水井戸の水質検査の動画を制作したことが話題となった。この動画で、ゆっくり魔理沙はゆっくり霊夢と共に出演した。

### 作品群の認知度の向上
東方Projectは二次創作のガイドラインを明示しており、多くの派生作品の中で、魔理沙に焦点を当てた作品も存在する。シリーズ第18.5弾「バレットフィリア達の闇市場　〜 100th Black Market.」を始め、派生作品で黄昏フロンティアが制作した「マリサランド・レガシィ」や「魔理沙と6つのキノコ」、同人音楽サークルであるイオシスの楽曲「魔理沙は大変なものを盗んでいきました」などが挙げられる。特に2007年3月6日付で投稿された「魔理沙は大変なものを盗んでいきました」などの東方Projectにおけるアレンジ楽曲はニコニコ動画や同人誌即売会を通じて、東方Projectというジャンルの拡大に影響を及ぼしたとmyrmecoleonは述べている。東方Projectはニコニコ動画にて、『アイドルマスター』、『VOCALOID』と並び「御三家」と称されている。
このアレンジ楽曲は『東方妖々夢 〜 Perfect Cherry Blossom.』中の楽曲、「人形裁判 ～ 人の形弄びし少女」に基づいて制作されたもので、組曲『ニコニコ動画』の1曲に取り入れられた。また、ニコニコ動画にて数百万回の再生を記録し、2008年7月9日にコンピレーションアルバム「CDで聞いてみて。～ニコニコ動画せれくちょん～」の1曲として収録された。ニコニコ動画の制作に黎明期から関与していたプログラマーの戀塚昭彦は、ニコニコ動画βの時代で印象に残った動画について、「魔理沙は大変なものを盗んでいきました」のマッシュアップを挙げている。「魔理沙は大変なものを盗んでいきました」は『太鼓の達人』や、『crossbeats REV. SUNRISE』、『Sixtar Gate: STARTRAIL』などで遊べる楽曲の一つに採用された。また、JOYSOUND×UGAでの2011年の年間カラオケランキングにて、この楽曲は東方Project部門において3位にランクインした。2024年8月21日には日本マクドナルドがXにおいて『マクドは大変なものを作っていきました ～サムライマックに肉厚ビーフ3枚も入れるなし～』と題し、｢サムライマック｣シリーズの限定商品｢炙り醤油風 トリプル肉厚ビーフ｣のプロモーションとして同曲のムービーと歌詞をサムライマック仕様にしたムービーをXにて公開し話題となった。

### 作品群以外での登場
作品群の準主人公である魔理沙は、タイアップやコラボレーションの数が膨大になる。そこで、本項では単独記事が存在しないキャラクターとの参加、もしくは魔理沙単独の参加に限定して取り上げる。単独記事があるキャラクターとの参加に関しては、各キャラクターの記事を参照。
- 『頭文字D ARCADE STAGE Zero』（セガ・インタラクティブ）
  - 2019年12月12日から、ストーリーモード特別編「東京から来た二人」とのバトルの勝利により、霊夢共々パーツと楽曲が入手可能[90]。
- 『グルーヴコースター EX』（タイトー）
  - 2014年11月19日からの期間限定イベントにて、NESiCA使用により限定アバター「霧雨魔理沙(MARISA)」が入手可能[91]。
- 『CHUNITHM』（セガ）
  - Aimeカードなどを使用したログイン日数に応じて霊夢と魔理沙が入手可能[92]。
- 『ねんどろいど じぇねれ〜しょん』（バンダイナムコゲームス）
  - 霊夢、レミリア・スカーレットと共にねんどろいどとして参加[93]。
- 『pop'n music ラピストリア』（コナミデジタルエンタテインメント）
  - 2015年4月30日より霊夢と共にキャラクターとして登場し、条件を満たすとプレイヤーキャラクターとして使用可能[94]。
- 『ラクガキ キングダム』（タイトー）
  - コラボイベント「東方ラクガキ遊戯祭」にて、霊夢と共にSSRのキャラクターとして登場[95]。

## 二次創作における担当声優
作品群では旧作を含めて、ナンバリング作品でキャラクターに声を充てたことがない。これはZUNの意向を反映したもので、二次創作に関してはそれぞれの作者の意向によって声が充てられたとしても、それが二次創作であることを伝えるよう求められていた。プレイヤーが持つキャラクターへのイメージを意識して、3名の声優を匿名でキャスティングした上に、ボイスなしのモードを実装した『東方LostWord』のようなケースも存在した。このように、2000年代までは声が充てられないことが一般的だった。しかし、公認の二次創作が認められるなど、作品群の二次創作ゲームの周囲の環境が変わるに連れて、プロの声優が起用される機会が増加した。
| 声優       | 作品・シリーズ名                        | 記事がない作品の概略                                                                  | 発売／サービス継続年 |
| ---------- | --------------------------------------- | ------------------------------------------------------------------------------------- | -------------------- |
| 阿澄佳奈   | 『東方アルカディアレコード』            |                                                                                       | 2022年 - 継続        |
| 阿澄佳奈   | 『秘封活動記録』                        | 同人サークル「京都幻想劇団」によるアニメ。                                            |                      |
| 飯沼南実   | 『東方キャノンボール』                  |                                                                                       | 2019年 - 2020年      |
| 大空直美   | 『東方スペルバブル』                    |                                                                                       | 2020年               |
| 大空直美   | 『東方電幻景』                          |                                                                                       |                      |
| 沢城みゆき | 『夢想夏郷』シリーズ                    | 同人サークル「舞風-Maikaze」によるアニメ。                                            | 2006年 - 継続        |
| 白上フブキ | 『#幻想郷ホロイズム』                   | 宝鐘マリン主演の同人ボーカル＆ドラマCD。                                              | 2020年               |
| 新谷良子   | 『紅魔城レミリア 緋色の交響曲』         | 2D横スクロールアクションゲーム。                                                      | 2022年               |
| 日笠陽子   | 『不思議の幻想郷 TOD -RELOADED-』       | 同人サークル「AQUASTYLE」による作品。                                                 | 2016年               |
| 日笠陽子   | 『不思議の幻想郷 -ロータスラビリンス-』 | 同人サークル「AQUASTYLE」による作品。                                                 | 2019年               |
| 本多真梨子 | 『東方ダンマクカグラ』                  |                                                                                       | 2021年 - 2022年      |
| Machico    | 『Muse Dash』                           | 作品群との第2次コラボレーションの追加パックにて、プレイアブルキャラクターとして登場。 | 2022年               |